# أنغولموا: غزو المغول
أنغولموا: غزو المغول (باليابانية: アンゴルモア 元寇合戦記، بالروماجي: Angorumoa: Genkō Kassen-ki) هي سلسلة مانغا يابانية من تأليف ورسم ناناهيكو تاكاغي، نشرت من قبل كادوكاوا شوتين في مجلة Samurai Ace، منذ 26 فبراير عام 2013 ثم انتقلت إلى تطبيق ComicWalker في 11
يوليو عام 2014 حتى 25 أغسطس عام 2018. أنتجت المانغا إلى مسلسل أنمي تلفزيوني من قبل استوديو أن أي زد، عرض في 11 يوليو عام 2018 واستمر عرضه حتى 26 سبتمبر عام 2018، وتكون من 12 حلقة.

## القصة
تدور أحداث القصة عن مجموعة من السجناء الذين تم نفيهم إلى جزيرة تسوشيما للمساعدة في تشكيل خط دفاع ضد الغزو المغولي الأول لليابان في عام 1274.

## الشخصيات
كوتشي جيزابورو (باليابانية: 朽井迅三郎 ، بالروماجي: Kuchii Jinzaburō)
أداء صوتي: يوكي أونو
أونيتاكيمورا (باليابانية: 鬼剛丸، بالروماجي: Onitakemaru)
أداء صوتي: ريكيا كوياما
شيراشي كازوهيسا (باليابانية: 白石和久، بالروماجي: Kazuhisa Shiraishi)
أداء صوتي: كينجي نومورا
زانج مينجفو (باليابانية: 張明福، بالروماجي: Chō Minpuku)
أداء صوتي: شيرو سايتو
أموشي (باليابانية: 阿無志، بالروماجي: Amushi)
أداء صوتي: شون هوريي
هيتاري (باليابانية: 火垂، بالروماجي: Hitari)
أداء صوتي: ريوتا تاكيوتشي
دوين (باليابانية: 導円، بالروماجي: Dōen)
أداء صوتي: يوسكي كوباياشي
أوبوسوما (باليابانية: 男衾三郎، بالروماجي: Obusuma Saburō)
أداء صوتي: كينجي هامادا
تيروهي (باليابانية: 輝日姫، بالروماجي: Teruhi-Hime)
أداء صوتي: لين
سو سوكيكوني (باليابانية: 宗助国، بالروماجي: Sō Sukekuni)
أداء صوتي: هيديكاتسو شيباتا
أبيرو ياجيرو (باليابانية: Abiru clan، بالروماجي: 阿比留弥次郎 )
أداء صوتي: تاتسوهيسا سوزوكي
كايتاني غونتارو (باليابانية: 貝谷権太郎، بالروماجي: Gontarō Kaitani)
أداء صوتي: فولكانو أوتا
كانو (باليابانية: 鹿乃، بالروماجي: Kano)
أداء صوتي: ميكاكو كوماتسو

## وصلات خارجية
- موقع المانغا الرسمي باللغة اليابانية
- موقع الأنمي الرسمي باللغة اليابانية
- أنغولموا: غزو المغول على موقع ANN manga (الإنجليزية)